# Токарева, Мария Александровна
Мария Александровна Токарева (25 марта (6) апреля 1894 год, Николаев — 25 января 1965, Свердловск) — русская и советская театральная актриса, народная артистка РСФСР.

## Биография
Родилась 25 марта (6) апреля 1894 года в Николаеве в рабочей семье.
Актёрские навыки получила украинском обществе «Просвита». Сценическую деятельность начала в Симферополе. В 1913—1914 годах работала в гастрольной труппе Мамонта Дальского. Выступала в театрах Тифлиса, Могилёва, Николаева, Брянска, Иваново и Ярославля.
В 1931—1950 годах работала в Свердловском драматическом театре.
Умерла 25 января 1965 года в Свердловске. Похоронена на Широкореченском кладбище.

## Награды и премии
- Заслуженная артистка РСФСР (1941)
- Народная артистка РСФСР (1950)
- Орден Трудового Красного Знамени
- Почётная грамота Президиума Верховного Совета РСФСР (25.05.1964)

## Работы в театре
- 1933— «Егор Булычов и другие» М. Горького — Шура
- 1934— «Любовь Яровая» К. Тренева — Любовь Яровая
- 1936— «Анна Каренина» Л. Толстого — Анна Каренина
- 1939— «Мать» К. Чапека — Мать
- 1946— «Дачники» М. Горького — Мария Львовна
- 1950— «Семья» И. Попова — М. А. Ульянова
- 1950— «Калиновая роща» А. Корнейчука — Наталья Ковшик
- 1953— «Сомов и другие» М. Горького — Анна Сомова
- 1956— «Деньги» А. Софронова — Шарабаиха
- «Власть тьмы» Л. Н. Толстого — Матрёна
- «Бесприданница» А. Островского — Лариса
- «Коварство и любовь» Ф. Шиллера — Луиза Миллер, Леди Мильфорд
- «Гроза» А. Островского — Катерина
- «На дне» М. Горького — Настя
- «Зыковы» М. Горького — Софья
- «Враги» М. Горького — Полина Бардина
- «Король Лир» В. Шекспира — Регана
- «Молодая гвардия» по А. Фадееву — Елена Кошевая
- «Дни нашей жизни» Л. Андреева — Оль-Оль
- «Чёрная пантера» В. К. Винниченко — Рита
- «Трильби» Г. Н. Ге — Трильби
- «Царь Фёдор Иоаннович» А. Толстого — княжна Мстиславская, Ирина
- «Осенние скрипки» И. Сургучева — Верочка
- «Горе от ума» А. Грибоедова — Лиза

## Фильмография
1. 1918 — Тереза Ракен — мать
2. 1919 — Настоящая женщина — Мэри
3. 1925 — Кирпичики — Арина